# Eldoradina sylphis
Eldoradina sylphis is een vlinder uit de familie van de Lycaenidae. De wetenschappelijke naam van de soort is voor het eerst gepubliceerd in 1921 door Max Wilhelm Karl Draudt.
De soort komt voor in Peru.